# Ranunculus intramongolicus
Ranunculus intramongolicus är en ranunkelväxtart som beskrevs av Yi Zhi Zhao. Ranunculus intramongolicus ingår i släktet ranunkler, och familjen ranunkelväxter. Inga underarter finns listade i Catalogue of Life.